# René Bargeton
Pour les articles homonymes, voir Bargeton.
René Bargeton, né à Argentat le 9 août 1917 et mort à Soissons le 2 février 2007, est un haut fonctionnaire et historien français.
En parallèle de sa carrière dans l'administration préfectorale, il rédige plusieurs travaux historiques, dont un en 1994 Dictionnaire biographique des préfets (septembre 1870-mai 1982).

## Biographie

### Études
Après une scolarité au lycée Faidherbe à Lille, il obtient une licence ès lettres. Élève de l'École nationale des chartes, il y obtient en 1942 le diplôme d'archiviste paléographe (avec une thèse d'École dirigée par Robert Bossuat et Mario Roques). Il est aussi diplômé de l’École pratique des hautes études (EPHE).

### Carrière
René Bargeton entame son parcours comme archiviste en chef du Pas-de-Calais, en 1943, mais il est appelé à des fonctions tout autres à la Libération, quand le Gouvernement provisoire de la République française (GPRF) doit renouveler le corps préfectoral : il devient chef de cabinet du préfet du Pas-de-Calais, en 1944, puis du commissaire de la République à Saint-Quentin, dans l’Aisne en 1945. De 1946 à 1954, dans le cadre de la zone d’occupation française en Allemagne, il est successivement directeur du cabinet du délégué supérieur pour le gouvernement militaire du pays de Bade, puis délégué provincial de la région Bade Sud. Dans ces postes en Allemagne, il va particulièrement s’employer à relancer la coopération culturelle franco-allemande. De 1955 à 1958, il est sous-préfet détaché auprès du gouverneur général de l’Algérie, chargé des services administratifs de la direction de la sûreté nationale en Algérie. En 1958, il revient en métropole, et devient sous-préfet de Riom (Puy-de-Dôme), puis, en 1964, secrétaire général du Haut-Rhin, en 1969, sous-préfet de Montluçon (Allier), en 1974, sous-préfet de Béthune (Pas-de-Calais). En 1980, il devient durant deux ans conseiller technique auprès de l’établissement public régional (EPR) du Nord-Pas-de-Calais puis il est nommé en janvier 1982 préfet, secrétaire général pour l’administration de la police de Paris. Au sein de l’administration préfectorale, René Bargeton n’aura donc jamais été préfet de département (ou préfet de région). Il est admis à faire valoir ses droits à la retraite cette même année 1982. Il meurt le 2 février 2007.

### Engagement politique
Adjoint au maire de Béthune, il préside 1987 à 1990 le centre culturel Noroit à Arras[réf. souhaitée].

## Travaux
En parallèle de son activité, il a écrit de nombreux ouvrages consacrés d'une part à l’histoire de l’administration préfectorale, et d'autre part à l'histoire du Pas-de-Calais.
Il est cependant surtout connu pour son Dictionnaire biographique des préfets (septembre 1870-mai 1982), appelé couramment par les historiens et archivistes le Bargeton. Cet ouvrage, constitué de 1 985 notices, qui prennent la suite des Préfets du 11 ventôse an VIII au 4 septembre 1870, est  « devenu », selon Patricia Gillet « dans la pratique historienne et archivistique un outil indispensable ». Mis à profit par plusieurs auteurs dans les années 1990 et 2000, il a été utile et précieux à Luc Rouban, historien et directeur de recherche au CNRS, et à l’historien Marc-Olivier Baruch, qui souligne que la préface de cette publication « informe précisément sur la fluidité et les ruptures de la fonction préfectorale ». Les journalistes d’investigation Sophie Coignard et Marie-Thérèse Guichard ont  utilisé ce « travail de titan »  pour mettre en exergue les réseaux d’influence et de protection dans la haute administration publique française . Il présente également l'avantage de couvrir, de façon factuelle et précise, des périodes troubles telles que la période du régime de Vichy ou celle de la Libération et de l'épuration.

## Publications
- René Bargeton, Pierre Bougard, , Bernard Le Clère et Pierre-François Pinaud (préf. Jean Favier), Les Préfets : du 11 ventôse an VIII au 4 septembre 1870 : répertoires nominatif et territorial, Paris, Archives nationales, 1981, 423-[8], 24 cm (ISBN 2-86000-064-X, BNF 36602303).
- René Bargeton, Dictionnaire biographique des préfets : septembre 1870-mai 1982, Paris, Archives nationales, 1994, 555 p., 27 cm (ISBN 2-86000-232-4, BNF 35744170, lire en ligne).
- René Bargeton, Le Comité départemental de Libération du Pas-de-Calais : 1943-+1946, Arras, Commission départementale d'histoire et d'archéologie du Pas-de-Calais, coll. « Mémoires de la Commission départementale d'histoire et d'archéologie du Pas-de-Calais » (no 33), 1997, 206-[4], 27 cm (ISBN 2-900643-16-3, BNF 36189419).

## Distinctions
- Chevalier de la Légion d'honneur
- Officier de l'ordre national du Mérite
- Officier de l'ordre des Arts et des Lettres